# Löberschütz
Löberschütz ist eine Gemeinde im Norden des thüringischen Saale-Holzland-Kreises und Teil der Verwaltungsgemeinschaft Dornburg-Camburg.

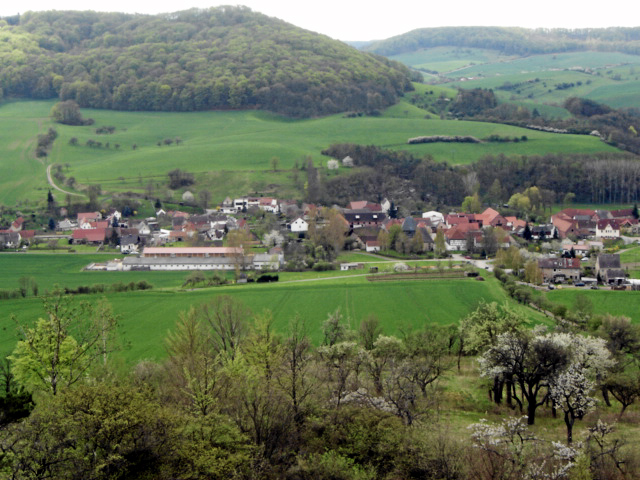
Löberschütz von Norden, im Hintergrund der Alte Gleisberg

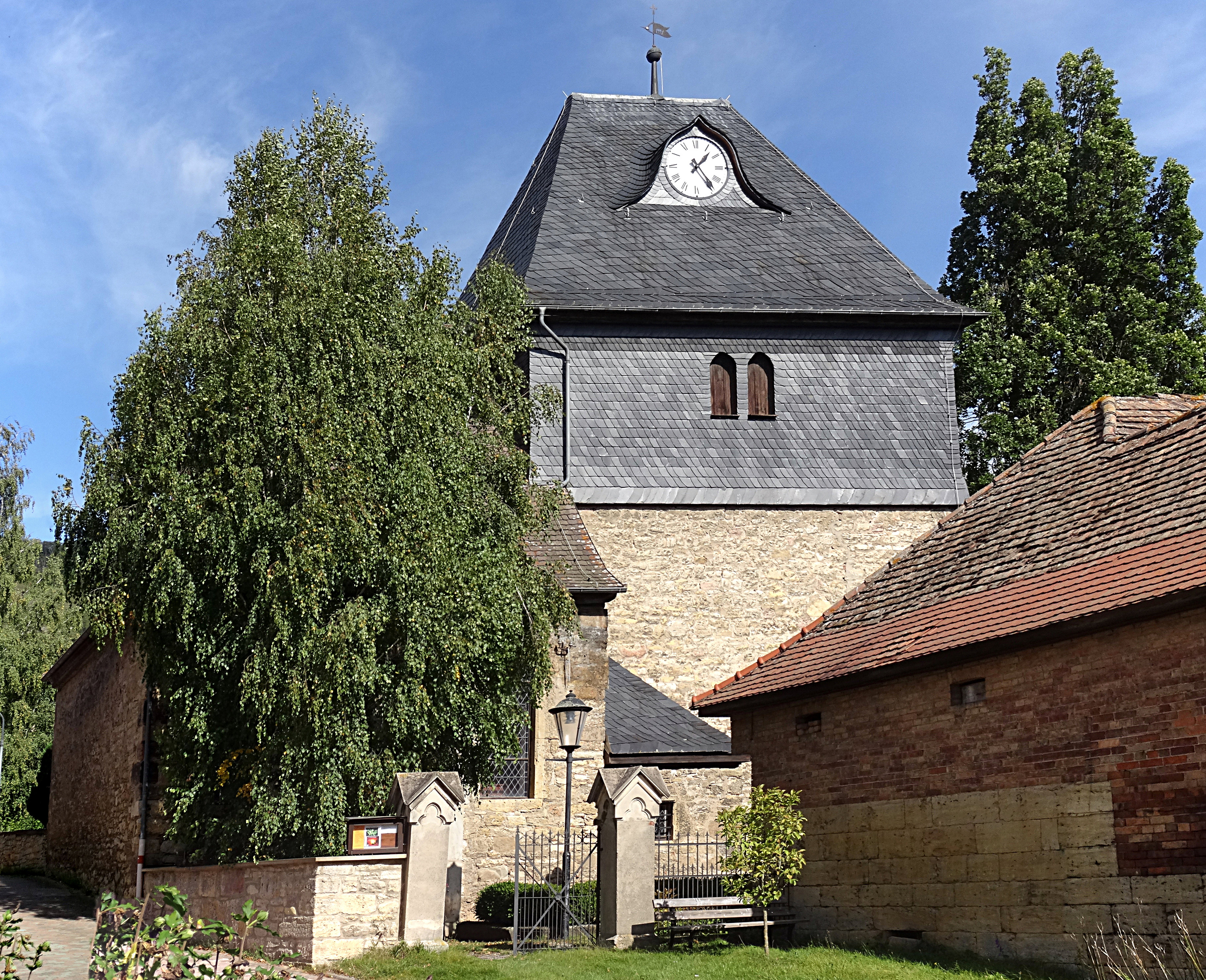
Dorfkirche

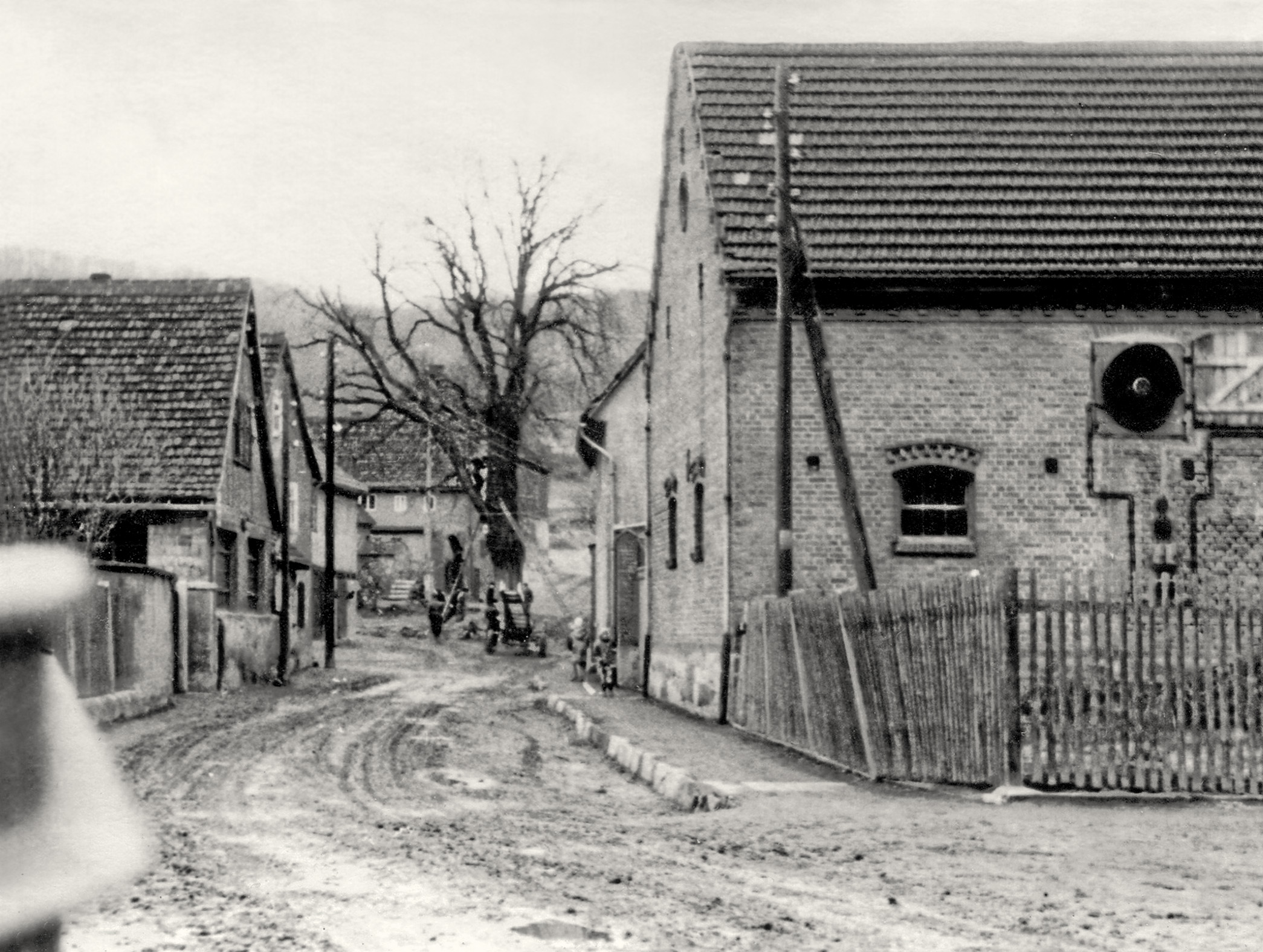
Löberschütz Anfang der 1970er Jahre

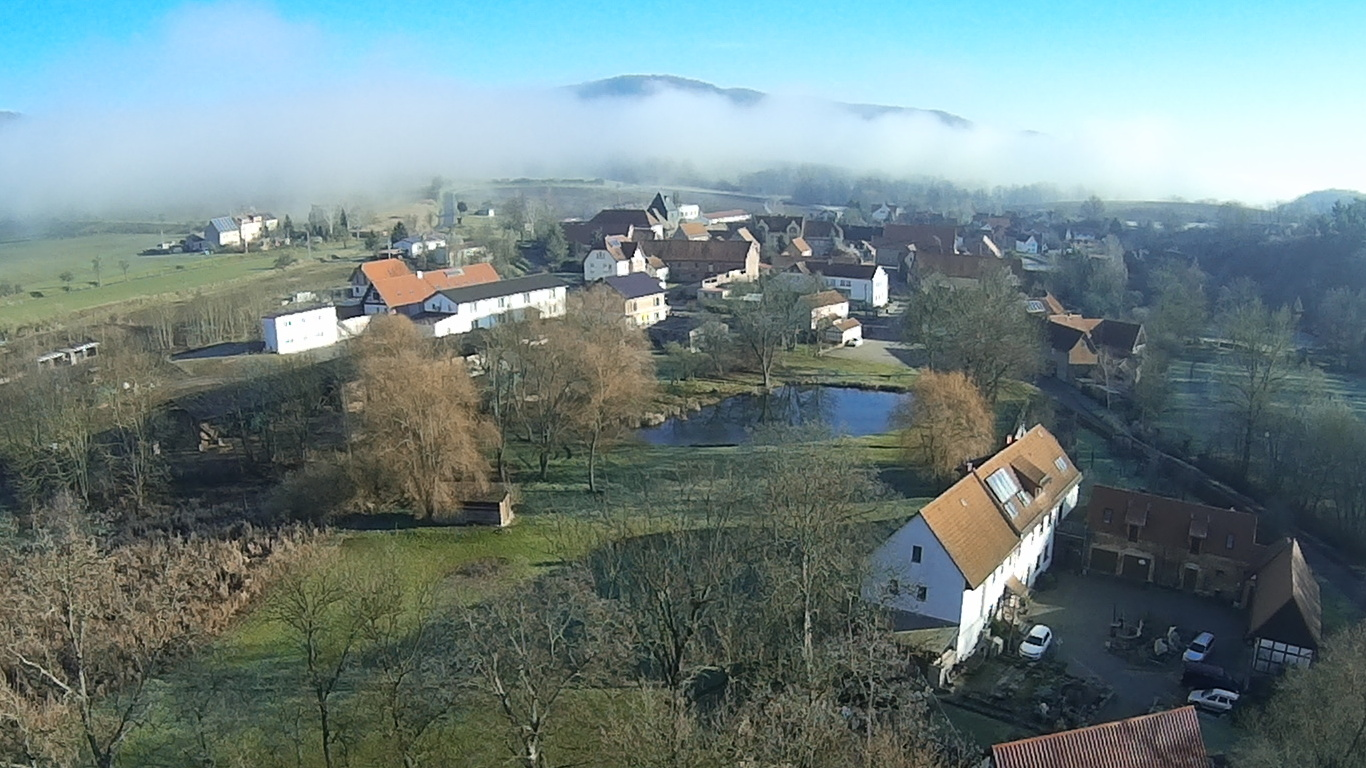
Panorama über Löberschütz von Südwesten

## Geografie

### Geografische Lage
Die Gemeinde Löberschütz liegt im Gleistal, 4 km östlich der B 88 im Saaletal zwischen Jena und Dornburg und 4 km westlich der B 7 zwischen Jena und Bürgel. Durch den Ort verlaufen die Kreisstraßen 154 und 210 (ehemals Landesstraße 2307). Die kreisfreie Stadt Jena liegt ca. 9 km, die Stadt Bürgel ca. 5 km entfernt und die nächste Autobahn ist die A 4 15 km südlich. Der nächste Bahnhof befindet sich in Porstendorf 4 km westlich an der Saalbahn zwischen Großheringen und Saalfeld. Von 1952 bis zur Stilllegung 1969 befand sich am Ortseingang ein Haltepunkt der Bahnstrecke Crossen–Porstendorf, dessen Gebäude heute noch erhalten ist; zuvor mussten die Bahnhöfe derselben Strecke in Golmsdorf oder Graitschen benutzt werden.
Angrenzende Gemeinden sind (im Uhrzeigersinn) Golmsdorf im Westen, Tautenburg im Norden, Graitschen im Osten sowie Jenalöbnitz im Süden.

### Landschaft
Die Gemeindefläche von Löberschütz liegt im Bereich des Gleistals und den angrenzenden Höhen. Das breite Tal verläuft von Bürgel im Osten bis nach Golmsdorf im Westen, wo es sich ins Saaletal öffnet. An den südlich bis südwestlich ausgerichteten Hängen befanden sich früher bedeutende Weinlagen, die im Laufe der Neuzeit durch teilweise noch erhaltene Streuobstwiesen ersetzt wurden. Es hat sich noch eine Reihe von alten Weinbergshäuschen erhalten. Die übrigen Teile der Gemeindefläche werden heute größtenteils als Wald, Feld oder Wiese genutzt. Löberschütz liegt am Fuß des Alten Gleisbergs, der sich südlich an das Dorf anschließt und dessen höchster Punkt sich auf dem Gebiet der Gemeinde befindet. Auf diesem inselhaften, bis zu 338 m ü. NN hohen Berg befand sich eine bedeutende ur- und frühgeschichtliche Höhensiedlung, die in den letzten Jahren zunehmend ausgegraben und erforscht wurde.

## Geschichte
Das Dorf Löberschütz wurde 1227 urkundlich erstmals erwähnt.
In der Löberschützer Flur befinden sich die zwei Wüstungen Lotzschen und Rasdorf. Lotzschen wurde 1256 und 1278 in Urkunden genannt. Demnach verkauften die Herren von Lobdeburg das Dorf in dieser Zeit an das Kloster Lausnitz. Möglicherweise ist Lotzschen im Hussitenkrieg oder im Sächsischen Bruderkrieg im 15. Jahrhundert wüst gefallen. Der Name hat sich noch in einigen Flurnamen erhalten können. Über die Wüstung Rasdorf, die sich teilweise auch in der Flur von Jenalöbnitz befindet, ist außer einem Flurnamen nichts weiteres bekannt.
Der Ort zählte im Jahre 1836 238 Einwohner in 47 Häusern und einer Mühle. Im Ort befand sich ein Rittergut, zunächst eines Wolfram von Gottfort (wohl eher „von Göttfort“) (1586), dann, 1629, eines Jobst von Wolframsdorf. Letzter Besitzer war der am 14. Februar 1749 gestorbene Hauptmann Joseph Henning von Fensterer, nach dessen Tod das Gut an den Herzog fiel, der es dann an vier Gemeindemitglieder verkaufte, die bereits Mitbesitzer waren.
Der Pfarrer David Heinrich Hoffmann wirkte von 1773 bis 1782 im Ort als Geistlicher und überzeugte die Bauern mit seinem Vetter Sam. Emhard aus Jena, den Anbau von Apothekerpflanzen einzuführen. Das gelang auch und strahlte erfolgreich auf die Nachbardörfer aus.
Löberschütz war 1561 von Hexenverfolgung betroffen. Ein Mann und eine Frau gerieten in Hexenprozesse.

## Sehenswürdigkeiten, Besonderheiten, Tourismus
- Dorfkirche Löberschütz

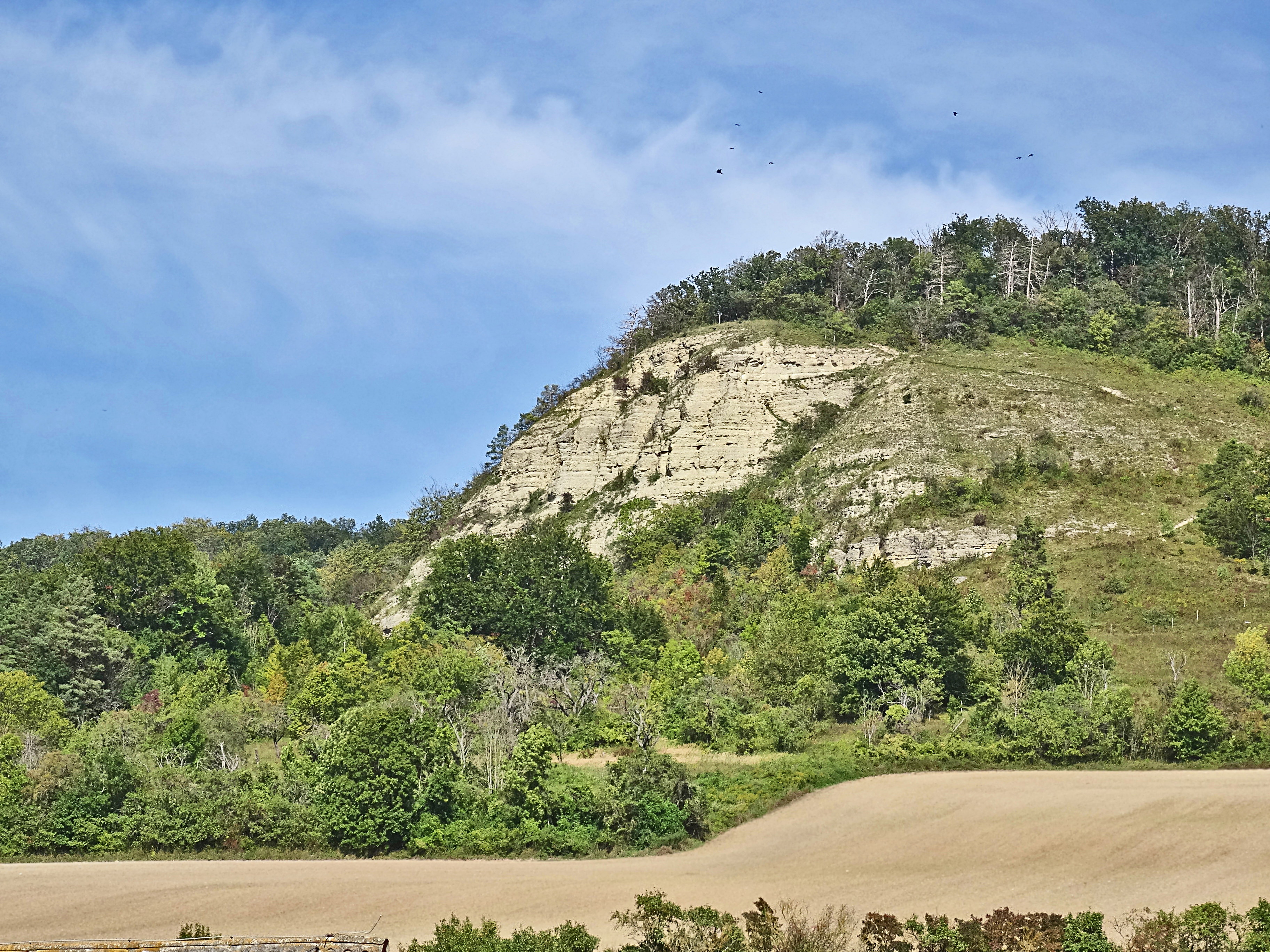
Zietschkuppe nördlich von Löberschütz

- Der Heimatkundeverein „Alter Gleisberg e.V.“ betreibt ein Museum[7]
- Jährlich seit 2014 wird zu Highland Games eingeladen.
- Der Thüringer Mühlenradweg führt durch Löberschütz.
- Der Wanderweg SaaleHorizontale entlang der Muschelkalkhänge im Mittleren Saaletal führt nahe an Löberschütz vorbei.
- Zietschkuppe (321 m ü. NHN) nördlich von Löberschütz ist Teil des Naturschutzgebietes Gleistalhänge.

## Wirtschaft
Neben Landwirtschaft (Gleistal agrar eG; auch Bauernhöfe mit Ferienwohnungen) und Handwerk sind auch Unternehmen der Spitzentechnologie in Löberschütz ansässig, wie die inVENTer GmbH (Gerätebau für dezentrale Lüftung mit Wärmerückgewinnung) und die ML Service GmbH (Unternehmen für mikrolithographische Spezialanwendungen).